# Tadeusz Kozłowski (architekt)

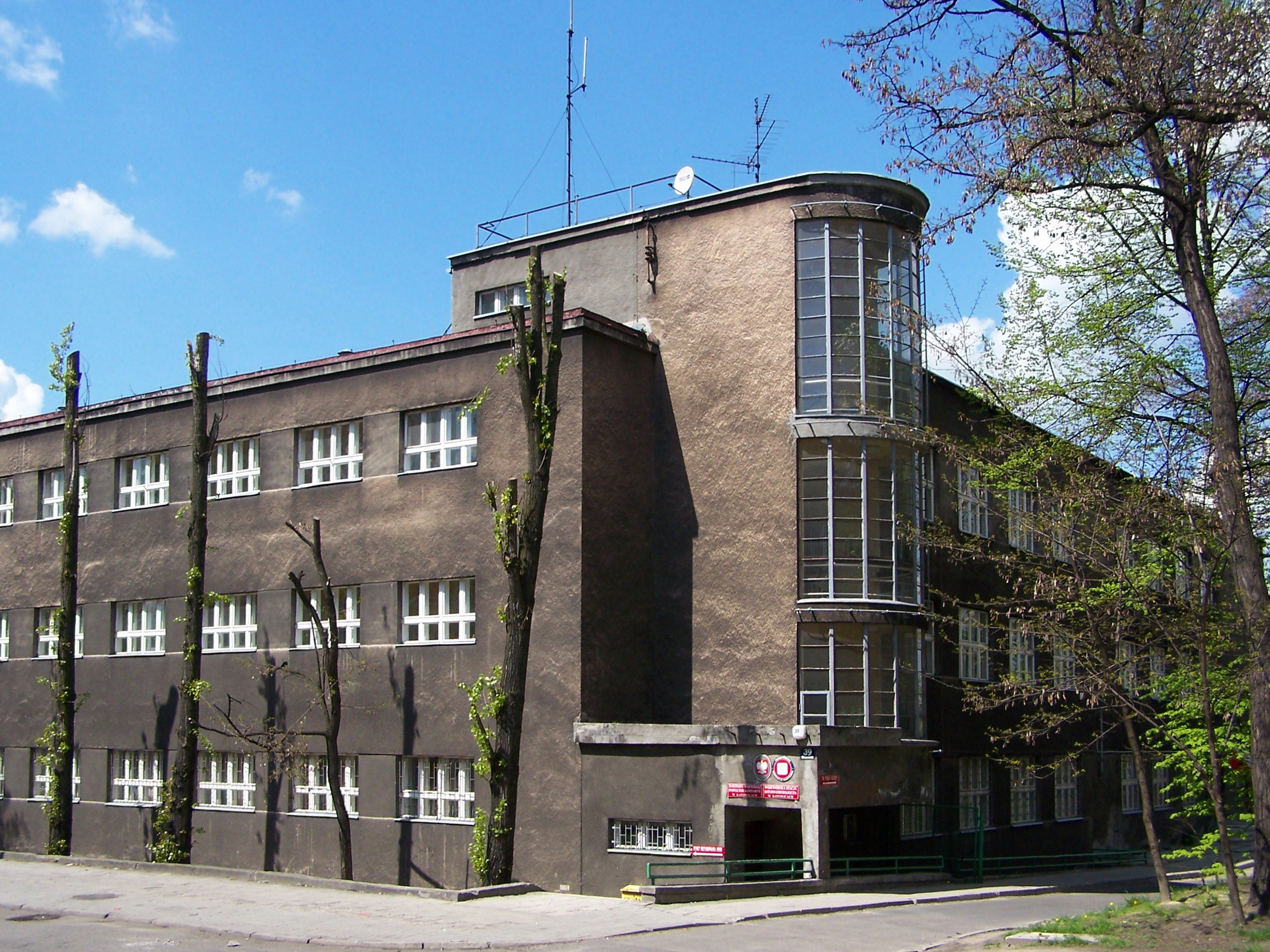
Gmach dawnego Instytutu Badania Środków Żywności i Higieny w Katowicach – widok 2006

Tadeusz Edmund Jan Kozłowski (ur. 26 grudnia 1898 w Złoczowie, zm. 13 maja 1959 w Krakowie) – polski inżynier architekt i nauczyciel.

## Życiorys
W 1916 ukończył szkołę realną we Lwowie. Następnie do 1918 służył w armii austriackiej, uczestnicząc w działaniach wojennych na frontach rosyjskim i rumuńskim. Po odzyskaniu przez Polskę niepodległości w listopadzie 1918 wstąpił ochotniczo do nowo sformowanego Wojska Polskiego. W szeregach 30. pułku piechoty Ziemi Łowickiej walczył w wojnach polsko-ukraińskiej i polsko-bolszewickiej. Za bohaterstwo na polu walki został odznaczony Krzyżem Walecznych. Służbę zakończył w 1921 w randze porucznika rezerwy.
Po odejściu z wojska studiował na Wydziale Architektury Politechniki Lwowskiej. W 1926 uzyskał dyplom inżyniera architekta. Początkowo pracował jako asystent Eugeniusza Czerwińskiego przy budowie największego wówczas w Polsce hotelu-pensjonatu „Lwigród” (obecnie ośrodek sanatoryjno-wypoczynkowy) w Krynicy-Zdroju. W latach 1927–1931 był zatrudniony w Wydziale Robót Publicznych Śląskiego Urzędu Wojewódzkiego w Katowicach. Od marca 1931 nauczał w Śląskich Technicznych Zakładach Naukowych w Katowicach.
W okresie międzywojnia był członkiem Związku Architektów na Śląsku. Od 1934 należał do nowo utworzonego wówczas Stowarzyszenia Architektów Rzeczypospolitej Polskiej (SARP). Do 1939 był zrzeszony w Oddziale Katowickim. Po okupacji niemieckiej Polski wstąpił do Oddziału Krakowskiego Stowarzyszenia Architektów Polskich, które było kontynuatorem poprzedniej organizacji.
Po śmierci spoczął na cmentarzu Rakowickim w Krakowie.

## Dokonania
- Dom biurowo-mieszkalny „Drapacz Chmur” w Katowicach przy ul. Żwirki i Wigury 15 (1929–1934) – współautor: Stefan Bryła (budynek wpisany do rejestru zabytków, poz. A/1559/94, 30 grudnia 1994)
- Gmach Instytutu Badania Środków Żywności i Higieny w Katowicach przy ul. Raciborskiej 41 (1931)
- Komenda Policji w Pszczynie przy ul. Bogedaina 18 – współautor: Jan Bieńkowski

## Odznaczenia
- Krzyż Walecznych
- Odznaka pamiątkowa „Orlęta”[2]
- Odznaka Pamiątkowa Frontu Litewsko-Białoruskiego[2]